# Вяткино (Соликамский район)
Вяткино — упразднённая деревня Соликамского района Пермского края России.

## География
Урочище находится в юго-восточной части района, в районе южно-таёжных пихтово-еловых лесов, к востоку от реки Усолки, на расстоянии приблизительно 16 километров (по прямой) к востоку от города Соликамска, административного центра округа. Абсолютная высота — 183 метра над уровнем моря.

### Климат
Климат характеризуется как умеренно континентальный, с продолжительной холодной зимой и коротким тёплым летом. Средняя многолетняя температура самого холодного месяца (января) составляет −15,7°С (абсолютный минимум — −48,3 °С), температура самого тёплого (июля) — +17,4°С (абсолютный максимум — +37 °С). Продолжительность безморозного периода составляет 114 дней. Среднегодовое количество осадков — 634 миллиметра.

## История
Известна с 1719 года.
В «Списке населенных мест Российской империи» 1869 года населённый пункт упомянут как деревня Вяткина Соликамского уезда (1-го стана) Пермской губернии, при колодцах, расположенная в 25 верстах от уездного города. В деревне насчитывалось 28 дворов и проживало 134 человека (54 мужчины и 80 женщин).
В 1908 году в деревне, относящейся к Родниковскому обществу Половодовской волости Соликамского уезда, имелось 30 дворов и проживало 144 человека (73 мужчины и 71 женщина). В этноконфессиональном составе населения того периода преобладали русские православного вероисповедания.
По данным переписи 1926 года имелось 34 хозяйства и проживало 142 человека (64 мужчины и 78 женщин), русских по национальности. В административном отношении входила в состав Верхусольского сельсовета Соликамского района Верхне-Камского округа Уральской области.
В 1963 году числилась как населённый пункт Половодовского сельсовета, проживало 17 человек. Упразднена не позднее 1981 года.